# Жаворонок (фильм, 1964)
«Жаворонок» — советский чёрно-белый художественный фильм-драма, поставленный на киностудии «Ленфильм» в 1964 году режиссёрами Никитой Курихиным и Леонидом Менакером.
Премьера фильма в СССР на киноэкранах состоялась 1 мая 1965 года, на Центральном телевидении — 24 августа 1965 года.
В 1965 году фильм номинировался на Каннском фестивале.

## Сюжет
Во вступительной заставке говорится о том, что в основу этого фильма положен подлинный факт.
Действие происходит в глубоком тылу нацистской Германии 22 июня 1942 года. Для улучшения характеристик своих противотанковых орудий немцы используют захваченные танки Красной Армии в качестве «живых» мишеней. «Смертные экипажи» машин укомплектовываются военнопленными танкистами и гражданскими лицами из концлагерей.
Фильм повествует о бегстве из плена одного из таких экипажей танка Т-34, управляемого механиком-водителем Иваном, неизвестным танковым асом. Экипаж в составе трёх красноармейцев и бойца французского Сопротивления прорывается через тылы врага к аэродрому, встречая угнанных на принудительные работы советских женщин и уничтожая на своём пути немецких военных. В одном из эпизодов, проезжая через немецкий городок и наводя страх на его обитателей, предвкушавших скорую победу в войне, экипаж добывает пиво и разрушает памятник тевтонскому рыцарю. Позже в боестолкновении с немцами от разрыва бомбы погибает француз, а за ним и другие два члена экипажа, покинувшие танк. Последний оставшийся в живых Иван погибает от пули немецкого карателя после того, как, выбежав из танка, на глазах у немцев спас жизнь маленькому немецкому мальчику, перебегавшему дорогу.

## История создания сценария
Сергей Орлов узнал об этой истории в одном из номеров «Комсомольской правды». Согласно опубликованной в ней статье, в ГДР рассказывают легенду о пленных русских танкистах, которые во время испытаний немецкого бронебойного оружия вырвались на своей «тридцатьчетвёрке» с полигона и стали разъезжать по дорогам фашистских городков, наводя ужас на их жителей, пока не были расстреляны подоспевшей артиллерией.

## Дополнительные факты
- В начале фильма демонстрируются кадры мемориала в Трептов-парке.
- Текст звучащей в фильме песни «Его зарыли в шар земной» в исполнении Майи Кристалинской написал один из авторов сценария Сергей Орлов.

## В ролях
Экипаж танка Т-34:
- Вячеслав Гуренков — танкист Иван
- Геннадий Юхтин — танкист Пётр
- Валерий Погорельцев — молодой танкист Алексей
- Валентинс Скулме — француз

Немецкие офицеры и солдаты:
- Бруно Оя — оберштурмфюрер
- Эрвин Абель — штурмфюрер Карл
- Жанис Катлап — немецкий полковник, следящий за испытанием танка
- Хейно Мандри — начальник тайной полиции (службы безопасности), штандартенфюрер
- Гунар Плацен — немецкий солдат-эсэсовец
- Олев Тинн — военный инженер в штатском на полигоне
- Янис Юров

В эпизодах
- Жанна Шабалина — пленная русская женщина, работающая в поле
- М. Тулэ — немецкая фрау, хозяйка поместья
- Юлия Диоши — вожатая «гитлерюгенд»
- Людмила Глазова — пленная, работающая в поле
- Любовь Малиновская — пленная русская женщина, работающая в поле
- Н. Фадеева — пленная русская женщина, работающая в поле
- Александр Афанасьев — Фаша
- Тыну Аав — немецкий лётчик
- Михаил Васильев — управляющий поместьем
- Хельмут Вааг — хозяин пивного бара
- Геннадий Кирик — немецкий полицай
- Гунар Килгас —
- Рудольф Нууде — отец немецкого однорукого солдата
- В. Опанасюк — механик-водитель, управлявший танком в сложных сценах
- Янис Филипсон — немецкий однорукий солдат
- Владимир Петров — немецкий офицер (в титрах не указан)
- Галина Фёдорова (в титрах не указана)

## Съёмочная группа
- Авторы сценария: Михаил Дудин, Сергей Орлов
- Режиссёры-постановщики: Никита Курихин, Леонид Менакер
- Операторы: Николай Жилин, Виктор Карасёв
- Композитор — Яков Вайсбурд
- Звукооператор — Константин Лашков
- Художник-постановщик — Борис Быков
- Художник по костюмам — Диана Манэ
- Грим: Людмила Елисеева, Г. Вдовиченко
- Монтаж — Раиса Изаксон
- Консультанты: Б. Бараусов, О. Харитонов, Р. Финкельштейн
- Редактор — Михаил Кураев
- Ассистенты:

режиссёра: К. Кирпичёва, В. Перов, А. Скорупская
оператора: В. Васильковский, Вадим Лунин
художника — А. Тимофеев
- Комбинированные съёмки:

Художник — Юрий Боровков
Оператор — Эдгар Штырцкобер
- Оркестр Ленинградского Академического Малого Театра оперы и балета

Дирижёры — Николай Рабинович, Лео Корхин
- Поёт Майя Кристалинская (песня «Его зарыли в шар земной»)
- Директор картины — Юрий Джорогов

## Технические данные
- Чёрно-белый.
- Изображение: широкоэкранный.
- Звук: моно.